# Brochant (metrostation)
Brochant is een station van de metro in Parijs langs de noordwestelijke vertakking van metrolijn 13 in het 17e arrondissement. Het station ligt onder de Avenue de Clichy.
Het station is vernoemd naar de nabijgelegen Rue Brochant, die zijn naam te danken heeft aan André Brochant de Villiers (1772-1840), een mineraloog en geoloog die daarnaast ook directeur van een spiegelfabriek van Saint-Gobain was.

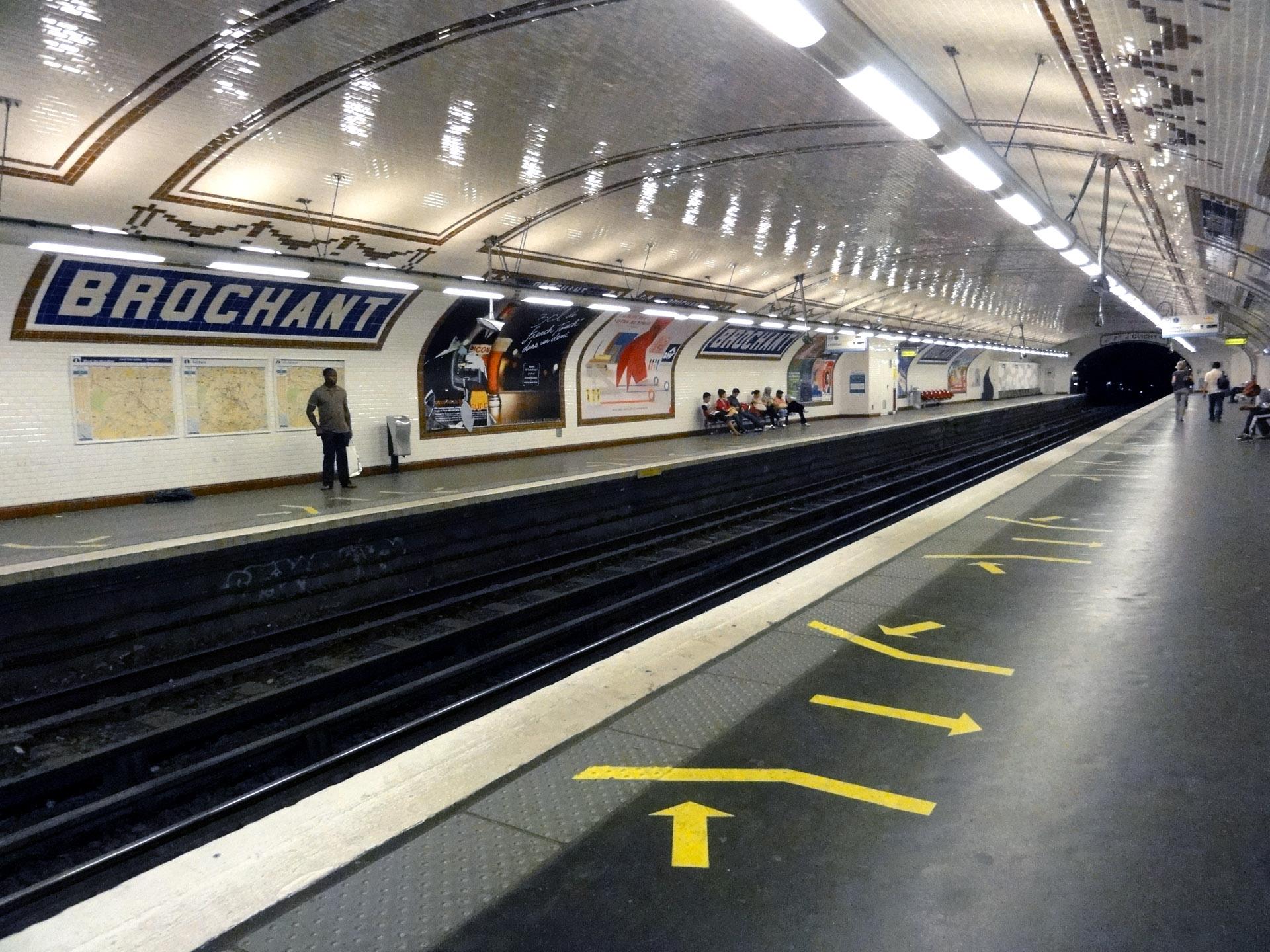
De perrons van het station met een betegeling waaraan duidelijk te zien is dat dit station voor de Nord-Sud gebouwd is

Noordwestelijke tak:
Les Courtilles · 
Les Agnettes · 
Gabriel Péri · 
Mairie de Clichy · 
Porte de Clichy · 
Brochant

Noordoostelijke tak: Saint-Denis - Université · 
Basilique de Saint-Denis · 
Saint-Denis - Porte de Paris · 
Carrefour Pleyel · 
Mairie de Saint-Ouen · 
Garibaldi · 
Porte de Saint-Ouen · 
Guy Môquet

Gemeenschappelijk: La Fourche · 
Place de Clichy · 
Liège · 
Saint-Lazare · 
Miromesnil · 
Champs-Élysées - Clemenceau · 
Invalides · 
Varenne · 
Saint-François-Xavier · 
Duroc · 
Montparnasse - Bienvenüe · 
Gaîté · 
Pernety · 
Plaisance · 
Porte de Vanves · 
Malakoff - Plateau de Vanves · 
Malakoff - Rue Étienne Dolet · 
Châtillon - Montrouge